# Brandmus
Brandmus (Apodemus agrarius) er en gnaver i familien Muridae. Udbredelsesområdet af denne art strækker sig fra Østeuropa til Japan, herunder Taiwan og Sibirien.